# Vízi ugróvillás
A vízi ugróvillás (Podura aquatica) az Entognatha osztályának ugróvillások (Collembola) rendjébe, ezen belül a Poduridae családjába tartozó faj.

## Előfordulása
A vízi ugróvillás mindenütt gyakran előfordul.

## Megjelenése
Ennek az ugróvillásfajnak a színe fekete, kék vagy kékesszürke. Testhosszúsága 1–1,4 milliméter. Teste kifejezetten szelvényezett; a tor 3, a potroh 6 szelvényből áll. A tor és a potroh szélesen nőtt össze. Az állatnak 3 pár ízelt lába van. A fejen 4 ízes, rövid csápok találhatók. A szájszervek nyugalmi helyzetben a fejtokba visszahúzódnak, és kívülről nem láthatók. Az első potrohszelvényen hasi tömlő, a negyediken nyeles, kétágú ugróvilla (furca) van, amelyet nyugalomban hasa alatt előrehajtva visel.

## Életmódja
A vízi ugróvillás tócsák, tavak partközeli vízfelületén, olvadó havon él. Kora tavasszal, enyhe télen nemegyszer olyan tömegben lép fel, hogy a víz felülete feketének tűnik. Az állatok főleg a vízben sodródó elhalt növényi részeken ülnek. Tartózkodási helyükön a vedlés után visszamaradó fehér kitinburkok (exuvium) is nagy számban megtalálhatók. A vízi ugróvillás tápláléka korhadó növényi részek.